# Ломе (Німеччина)
Ло́ме (нім. Lohme) — громада в Німеччині, розташована в землі Мекленбург-Передня Померанія. Входить до складу району Передня Померанія-Рюген. Складова частина об'єднання громад Норд-Рюген.
Площа — 13,70 км2. Населення становить 459 ос. (станом на 31 грудня 2020).

## Галерея

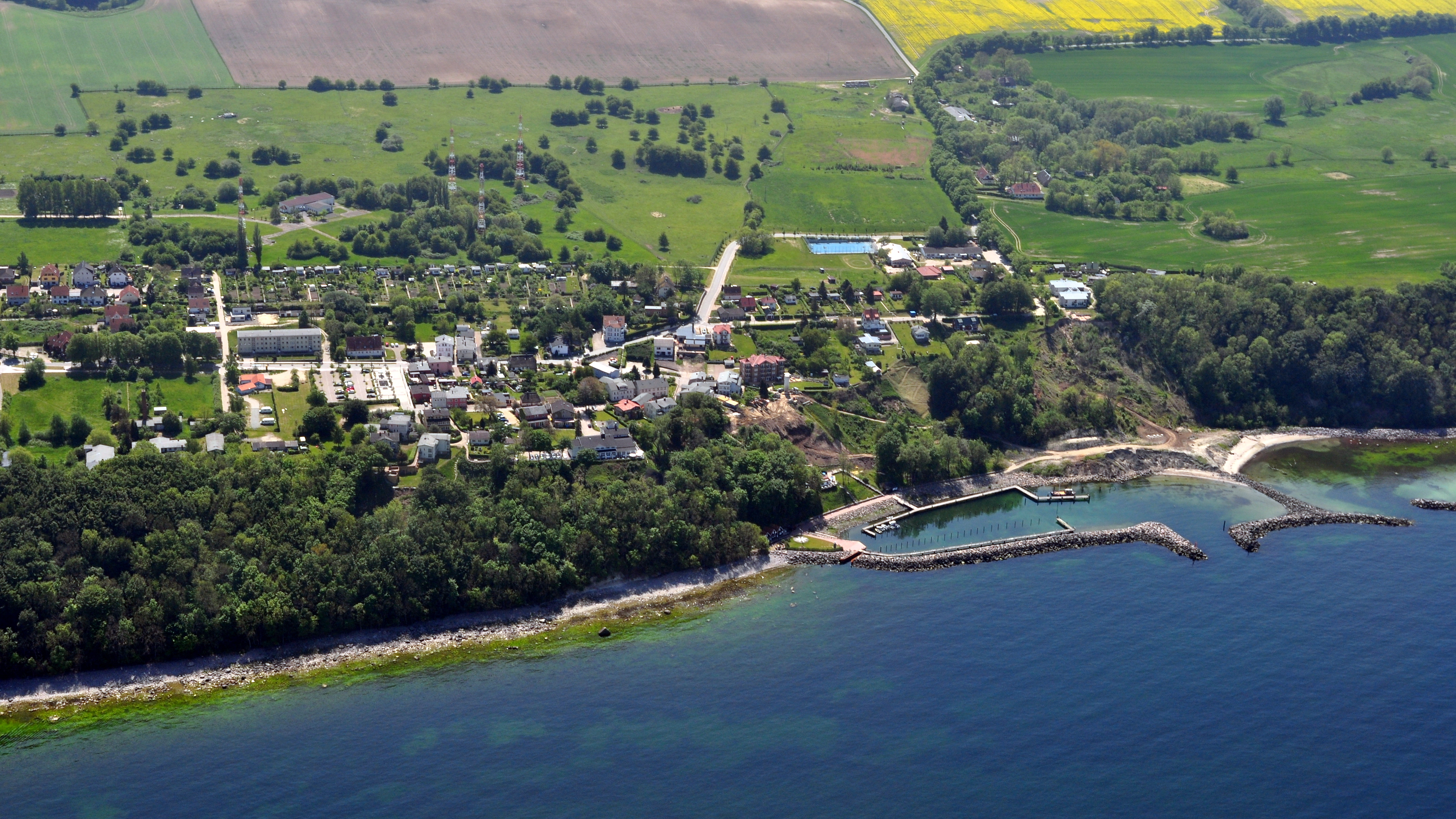
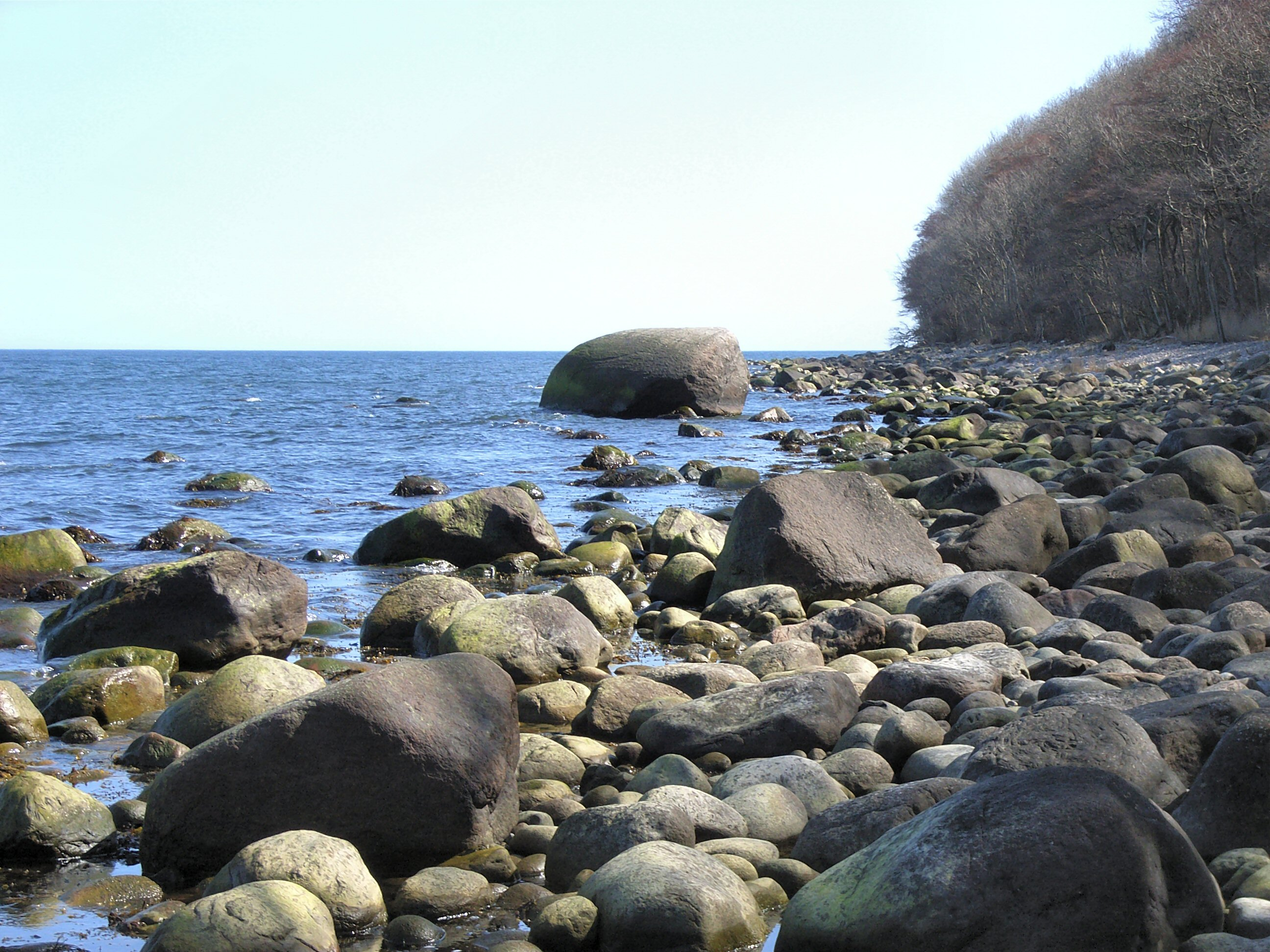
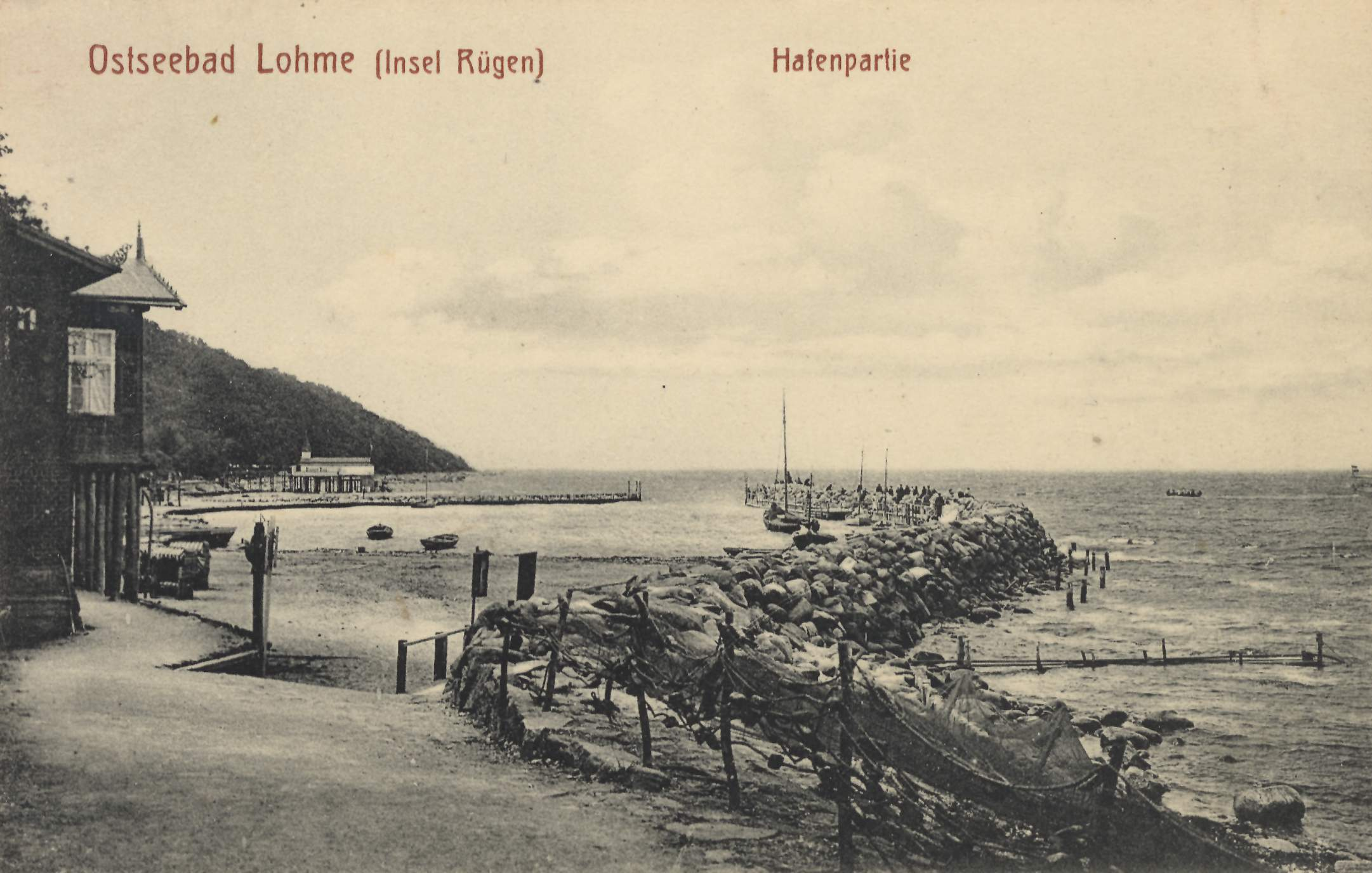
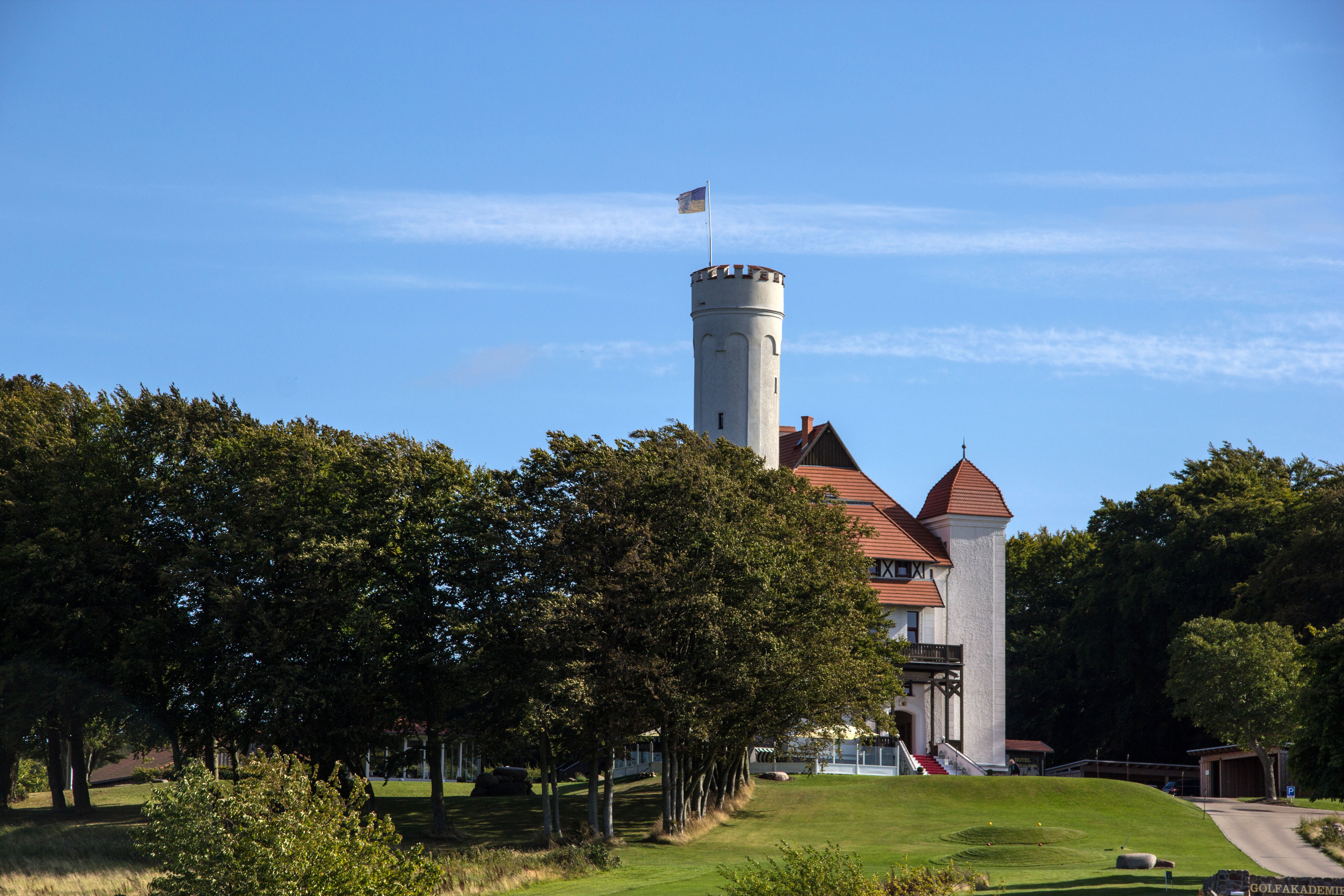
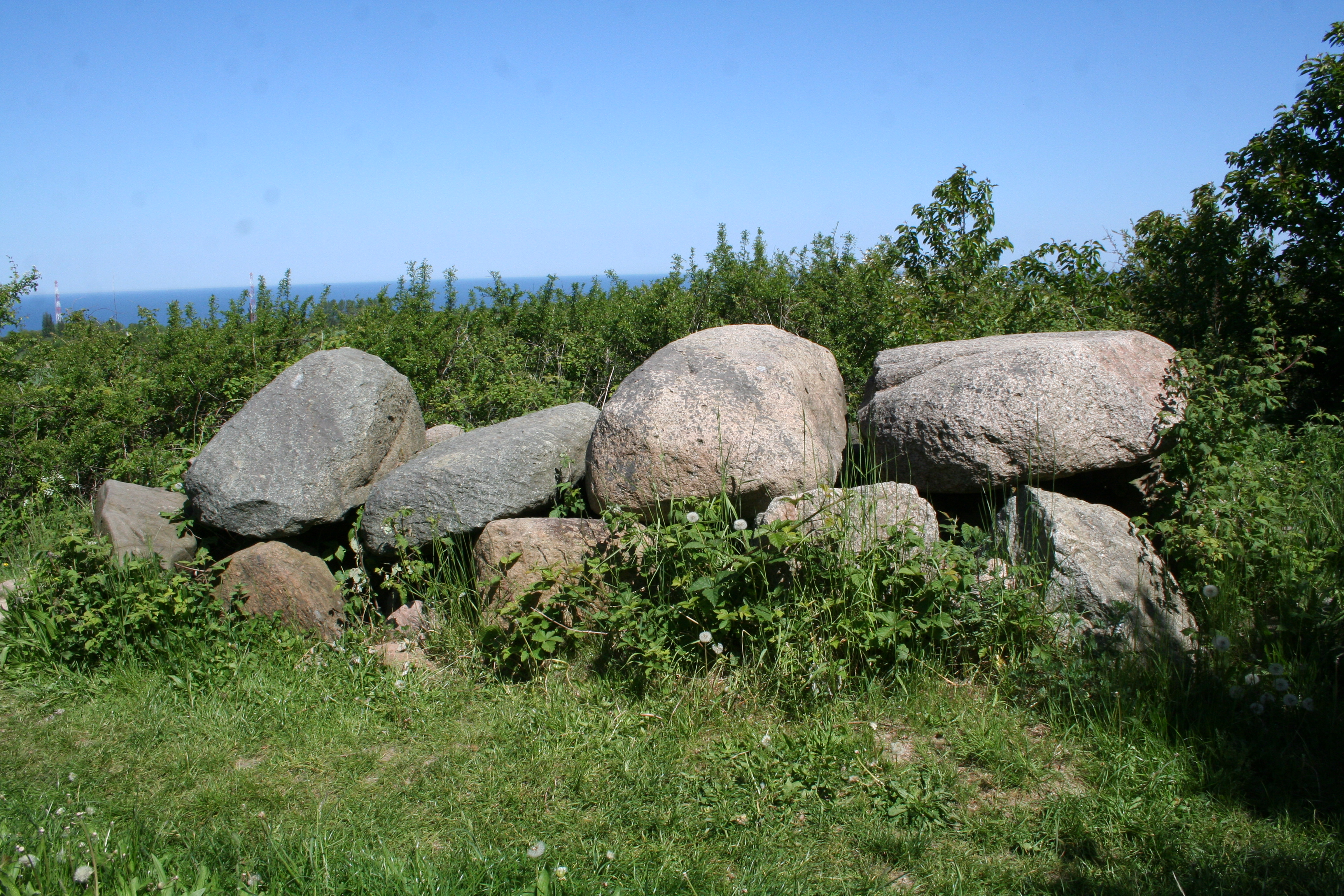